# Derib
 (octobre 2024).
Derib, de son vrai nom Claude de Ribaupierre, né le 8 août 1944 à La Tour-de-Peilz, est un auteur suisse de bandes dessinées. Passionné par les Indiens d'Amérique, il est l'auteur de séries de bandes dessinées populaires comme Yakari et Buddy Longway, ainsi que d'une grande saga indienne en deux époques : Celui qui est né deux fois et Red Road.
Il crée également des bandes dessinées destinées à aider la jeunesse en difficulté : Jo (prévention du sida), No Limits (prévention de la violence juvénile) ou encore Pour toi Sandra (prévention de la prostitution).

## Carrière
Il est le fils de François de Ribaupierre, artiste peintre, sculpteur et verrier vaudois.
En 1960, Claude de Ribaupierre réalise quatre « panneaux hippiques » remarqués pour le Manège de Villard (La Tour-de-Peilz). À la fin du collège, il entre dans une maison de publicité à Bruxelles puis apprend l'art de la bande dessinée chez Peyo où il participe aux planches des Schtroumpfs, et publie de nombreuses planches qui paraissent dans les magazines Spirou, Tintin et Pilote. Il devient alors l'ami de Franquin (Gaston Lagaffe, Spirou et Fantasio), de Jijé (Jerry Spring), de Roba (Boule et Bill) et de Bob de Moor (collaborateur de Hergé).
En 1967, la première aventure d'Attila le chien, intitulée Un métier de chien, dessinée par Derib sur un scénario de Maurice Rosy, débute dans le no 1531 du journal Spirou (17 août 1967).
En 1969 paraissent Les Aventures de Pythagore et Cie, le grand-duc fort en maths.
En 1970, Derib crée le personnage de Yakari (qui prend vie grâce aux scénarios de Job).
En 1971, il dessine pour le journal Tintin, sur scénario de Greg, la saga Go West, qui narre les péripéties de quelques familles de l'Est des États-Unis à la recherche d'une vie meilleure au Far West au XIXe siècle.
En 1973, la quatrième histoire d'Attila le chien, intitulée La Merveilleuse Surprise d'Odée, est publiée dans Spirou (du no 1816 du 1er février 1973 au no 1834 du 7 juin 1973) ; c'est la dernière dessinée par Derib.
En 1975, sur scénario de Greg, Derib réalise Les Ahlalàààs, petits personnages poilus et facétieux, pour l'éphémère Achille Talon magazine.
En 1974, il crée le trappeur Buddy Longway.
En 1981, il entreprend la longue saga réaliste Celui qui est né deux fois axée sur la culture indienne.
En 1988, il crée la série Red Road, suite de la saga à l'époque contemporaine.
En 1989, il crée la Fondation pour la Vie dont il est président.
En 1991, il publie Jo, œuvre de 80 pages consacrée à la sensibilisation des jeunes au sida.
Son œuvre a été traduite en seize langues. Derib vit actuellement à La Tour-de-Peilz.

## Œuvres

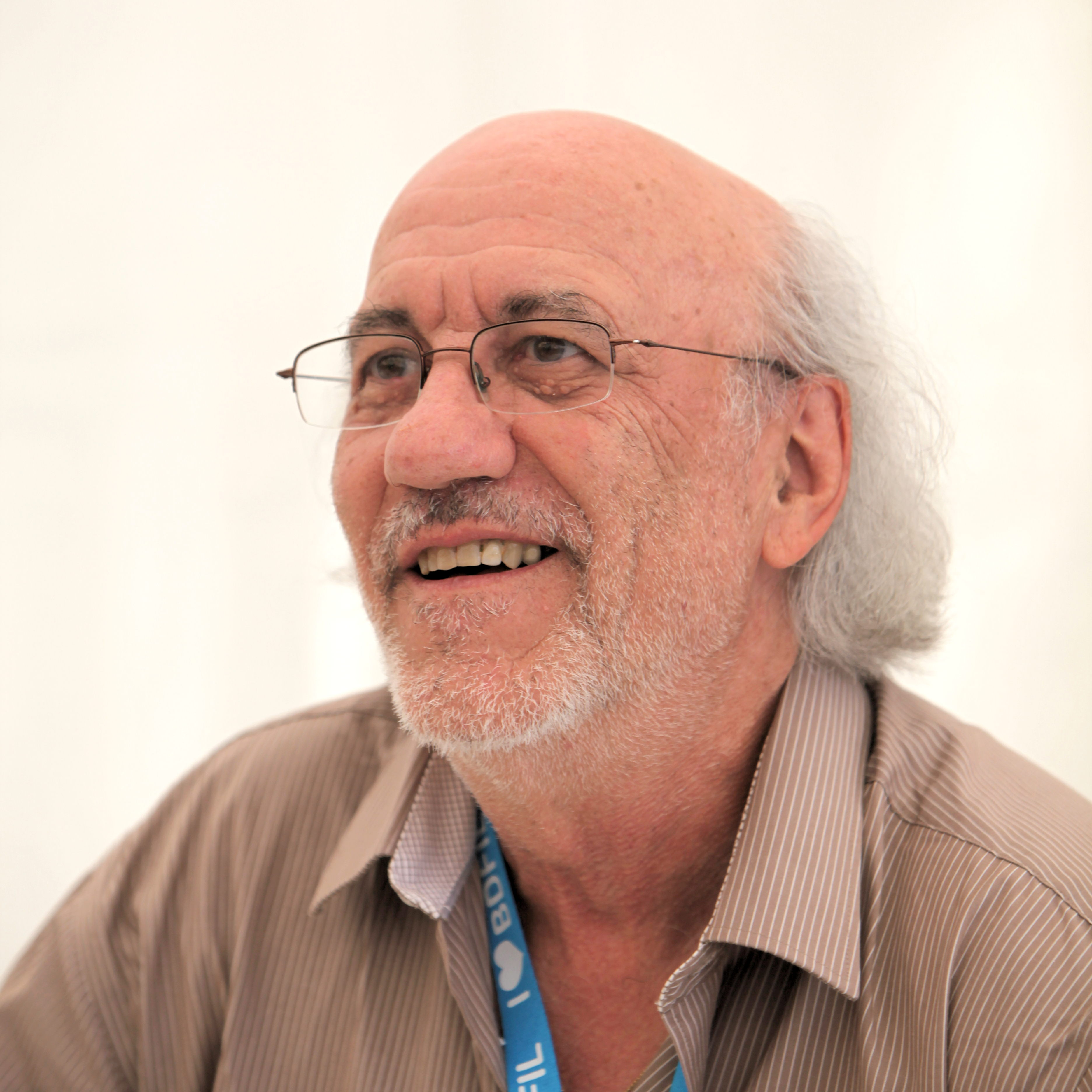
Derib en 2016.

- Attila (dessin), avec Maurice Rosy (scénario), Dupuis, 4 volumes, 1969-1974.
- Les Aventures de Pythagore et Cie (dessin), avec Job (scénario), Fleurus, 3 volumes, 1969-1974.
- Yakari (dessin), avec Job (scénario), Le Lombard, 41 volumes, 1973-2020.
- Buddy Longway, Le Lombard, 20 volumes, 1974-2006.
- Arnaud de Casteloup (dessin), avec Charles Jadoul, (scénario), Albin Michel puis Bédéscope, 2 volumes, 1975-1980.
- Les Ahlalàààs : L'Impossible Ascension, Dargaud, 1977.
- Go West, Dargaud, 1979.
- Jacky et Célestin (scénario avec Peyo et Gos), avec François Walthéry (dessin), Dupuis, coll. « Péchés de jeunesse », 1982.
- L'aventure d'une BD avec Pernin, Le Lombard, collection Phylactère, 1982.
- Celui qui est né deux fois, Le Lombard, 3 volumes, 1983-1985.
- Poulain mon ami, Le Lombard, 1985.
- L'Homme qui croyait à la Californie, Le Lombard, coll. « Histoires et légendes », 1987.
- Red Road, Le Lombard, 4 volumes, 1988-1998.
- Les Aventures de Pythagore et Cie (dessin), avec Job (scénario), Alpen Publishers, 3 volumes, 1988-1990.
- Jo, Association de prévention du Sida, 1990.
- Pour toi Sandra, Mouvement du nid, 1996.
- No Limits, Le Lombard, coll. « Signé », 2000.
- Dérapages (bande dessinée), Mouvement du nid, 2010 [3],[4],[5].
- Tu seras reine, Le Lombard + AS'Créations, 2012.
- Le galop du silence, AS'Créations, 2015.
- La patrouille, AS'Créations, 2018.
- Ferdinand Hodler, une vie d’artiste, AS'Créations, 2018.
- La Promesse, AS'Créations, mars 2025[6].

## Prix et récompenses
- 1975 :  Grand Prix Saint-Michel pour Chinook (Buddy Longway, t. 1)
- 1978 :  Prix du dessinateur étranger au festival d'Angoulême[7]
- 1979 :  Prix spécial du Jury à la Triennale de Mons pour L'Eau de feu (Buddy Longway, t. 8)
- 1983 :  Alfred Enfant au festival d'Angoulême pour Yakari, t. 6[7]
- 1984 :  Prix des lecteurs de Bédésup, catégorie « meilleur album de western », pour Pluie d'orage[8]
- 1994 :  Prix Max et Moritz de la meilleure publication de bande dessinée importée pour Red Road
- 1998 :  Prix du jury œcuménique de la bande dessinée pour Pour toi Sandra
- 2006 :  Prix jeunesse 7-8 ans du festival d'Angoulême pour Yakari, t. 31 (avec Job)
- 2019 :  Prix Adamson du meilleur auteur international, pour l'ensemble de son œuvre[9]

### Documentation
- Les Cahiers de la bande dessinée n° 50 : Derib, 1981 :
  - Derib (interviewé) et Claude Ecken (intervieweur), « Entretien avec Derib », Schtroumpf : Les Cahiers de la bande dessinée, no 50,‎ 1981, p. 5-22.
  - Antoine Roux, « Derib ou : en moins de mots qu'il ne faut pour le dire... », Schtroumpf : Les Cahiers de la bande dessinée, no 50,‎ 1981, p. 40-44.
- Les Amis de Buddy Longway, Le Lombard, 1983. Avec Gir, René Hausman, René Follet, Rosiński…
- Georges Pernin, Derib : Un créateur et son univers, Le Lombard, coll. « Nos auteurs » (no 3), 1985.
- Gilles Ratier, « Les Débuts de Derib », sur BD Zoom, 3 novembre 2009.
- Jean-Michel et Sonia Vernet, Pierre Yves Lador et Gilles Ratier, Derib, sous l'œil de Jijé et Franquin, Mosquito, coll. « Monographie », 2011.
- « Dossier Derib », Bédéphile, no 2,‎ septembre 2016, p. 5-73 (ISBN 9782882504357) :
  - Gilles Ratier, « Un auteur suisse s'il en est... », Bédéphile, no 2,‎ septembre 2016, p. 6-12 (ISBN 9782882504357).
  - Dominique Radrizzani, « Notes sur Derib », Bédéphile, no 2,‎ septembre 2016, p. 13-25 (ISBN 9782882504357).
  - Alain Corbellari, « Derib et le Gaufrier éclaté », Bédéphile, no 2,‎ septembre 2016, p. 4453 (ISBN 9782882504357).
  - « Éléments bibliographies », Bédéphile, no 2,‎ septembre 2016, p. 73 (ISBN 9782882504357).